# Live (álbum de UFO)
Live es el primer álbum en vivo de la banda británica de hard rock y heavy metal UFO, publicado en 1971 por el sello Toshiba Musical solo para el mercado japonés. Un año más tarde se lanzó en otros países bajo los nombres de UFO Lands in Tokyo o UFO Lands in Japan, dependiendo del mercado y sello que lo puso a la venta.
Se grabó el 25 de septiembre de 1971 en el Hibiya Park de Tokio en Japón durante la gira promocional del álbum UFO 2: Flying. En su lista de canciones se incluyen tres versiones, de las cuales destacó «Loving Cup» perteneciente al cantante estadounidense Paul Butterfield que fue interpretada exclusivamente para la gira.
El 23 de febrero de 1999 el sello Repertoire Records lo relanzó en formato disco compacto, que incluyó una versión editada de «Loving Cup» como pista adicional.

## Lista de canciones
| N.º | Título                                      | Escritor(es)                  | Duración |  |
| 1.  | «C'mon Everybody» (cover de Eddie Cochran)  | Eddie Cochran, Jerry Capehart | 4:10     |  |
| 2.  | «Who Do Love You?» (cover de Bo Diddley)    | Ellas McDaniel                | 9:00     |  |
| 3.  | «Loving Cup» (cover de Paul Butterfield)    | Paul Butterfield              | 5:10     |  |
| 4.  | «Prince Kajuku/The Coming of Prince Kajuku» | Bolton, Mogg, Parker, Way     | 8:20     |  |
| 5.  | «Boogie for George»                         | Bolton, Mogg, Parker, Way     | 11:30    |  |
| 6.  | «Follow You Home»                           | Way                           | 6:00     |  |

| Pista adicional en la remasterización de 1999 |                                |          |  |
| N.º                                           | Título                         | Duración |  |
| 7.                                            | «Loving Cup» (versión editada) | 3:59     |  |

## Músicos
- Phil Mogg: voz
- Mick Bolton: guitarra eléctrica
- Pete Way: bajo
- Andy Parker: batería